# Superior Challenge 22
Superior Challenge 22 (även SC22 eller SC 22), var en MMA-gala som arrangerades av Superior Challenge och ägde rum klockan 19.00 CET 29 maj 2021 på Cirkus i Stockholm. Galan sändes på Viaplay, TV10 och Fite TV.

## Bakgrund
Huvudmatch var en titelmatch i weltervikt mellan norrmannen Håkon Foss och engelsmannen Tom Crosby.
Huvudmatchen var initialt en returmatch i lätt tungviktsmatch mellan den obesegrade norrmannen Kenneth Bergh (8-0) och brassen Antonio Trócoli. De två möttes tidigare vid Dana White's Contender Series där Berghs submissionförlust omvandlades till en no contest av NSAC då Trocoli testade positivt för nandrolon.

## Ändringar
Två dagar innan galan ströks huvudmatchen mellan Kenneth Berg och Antonio Trócoli i lätt tungvikt då covid-19-restriktioner hindrade Trócoli från att tävla.
Karl Albrektsson ursprungliga motståndare Rab Truesdale skadade sig och tvingades dra sig ur matchen. Ny motståndare blev istället Ukrainas Vladimir Mishchenko.

## Resultat
1. ↑   Welterviktstitelmatch